# 龙峰泰山庙
龙峰泰山庙，位于中国福建省福州市鼓楼区华大街道龙峰社区，明崇祯三年（1630年） 始建，历代有修，现存建筑保留清代风格。坐西北朝东南，依山而建，占地面积2000平方米，由山门、披榭、二殿、戏台、两廊、拜亭、大殿、临水宫等组成。大殿穿斗式木构架，悬山顶屋面，殿内供奉温康两都统及十二元将（即十二生肖）等神祗，两廊有保稷、五谷、瘟疫等十四司神像彩绘及泥塑。二殿穿斗式木构架，悬山顶，两侧墙壁上默绘有清代包括台湾府在内的福建十府两州都城隍壁画。2009年11月16日公布为第七批福建省文物保护单位。